# Greystoke, la llegenda de Tarzan
Greystoke, la llegenda de Tarzan (títol original: Greystoke: The Legend of Tarzan, Lord of the Apes) és una pel·lícula de 1984 basada en la novel·la Tarzan of the apes d'Edgar Rice Burroughs. Fou nominada a tres Oscars: millor actor secundari (Ralph Richardson, nominat a títol pòstum), al millor guió adaptat i millor maquillatge. No en va guanyar cap.
Aquesta pel·lícula ha estat doblada al català.

## Argument
El segle xix es produeix un amotinament a bord d'un vaixell, i un matrimoni queda abandonat a la selva africana. La dona està embarassada, i aviat dona a llum un nen. Poc després, un grup de micos corren per la cabana que els pares han construït; aquests entren en pànic i moren. Una femella de mico es fa càrrec del bebé, en substitució de la seva cría, que també ha mort. Vint anys més tard, el capità belga Phillipe D'Arnot (Ian Holm) descobreix l'home (Christopher Lambert), a qui confon amb un mico en un principi. En veure la seva cabana i els seus estris s'adona que ha de ser John Clayton, fill únic del Comte de Greystoke (Ralph Richardson), i se l'emporta de tornada a la civilització. Allí, el Comte coneix Jane Porter (Andie MacDowell), cosina nord-americana de Tarzan, i John s'enamora d'ella, ja que el capità Phillipe D'Arnot pensa que Jane i John s'assemblen i podrien casar-se.

## Repartiment
- Christopher Lambert – Tarzan|John Clayton / Tarzan, Lord of the Apes
  - Tali McGregor – Tarzan, bebè
  - Peter Kyriakou – Tarzan, amb un any
  - Danny Potts – Tarzan, amb cinc anys
  - Eric Langlois – Tarzan, amb dotze anys
- Ralph Richardson – El 6è Earl de Greystoke
- Ian Holm – Capità Philippe D'Arnot
- James Fox – Lord Charles Esker
- Andie MacDowell – Jane Porter
- Cheryl Campbell – Lady Alice Clayton of Greystoke
- Ian Charleson – Jeffson Brown
- Nigel Davenport – Major Jack Downing
- Nicholas Farrell – Sir Hugh Belcher
- Paul Geoffrey – John "Jack" Clayton, Vescomte de Greystoke
- Richard Griffiths – Capità Billings
- Hilton McRae – Willy
- David Suchet – Buller

## Rodatge
El film va ser rodat als llocs següents:

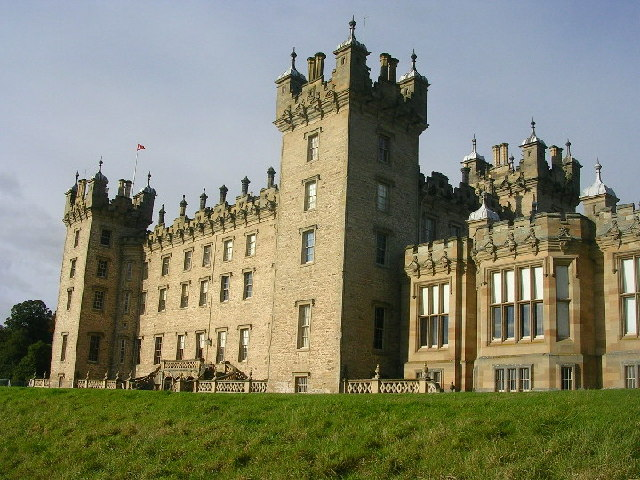
Castell de Floors a Kelso
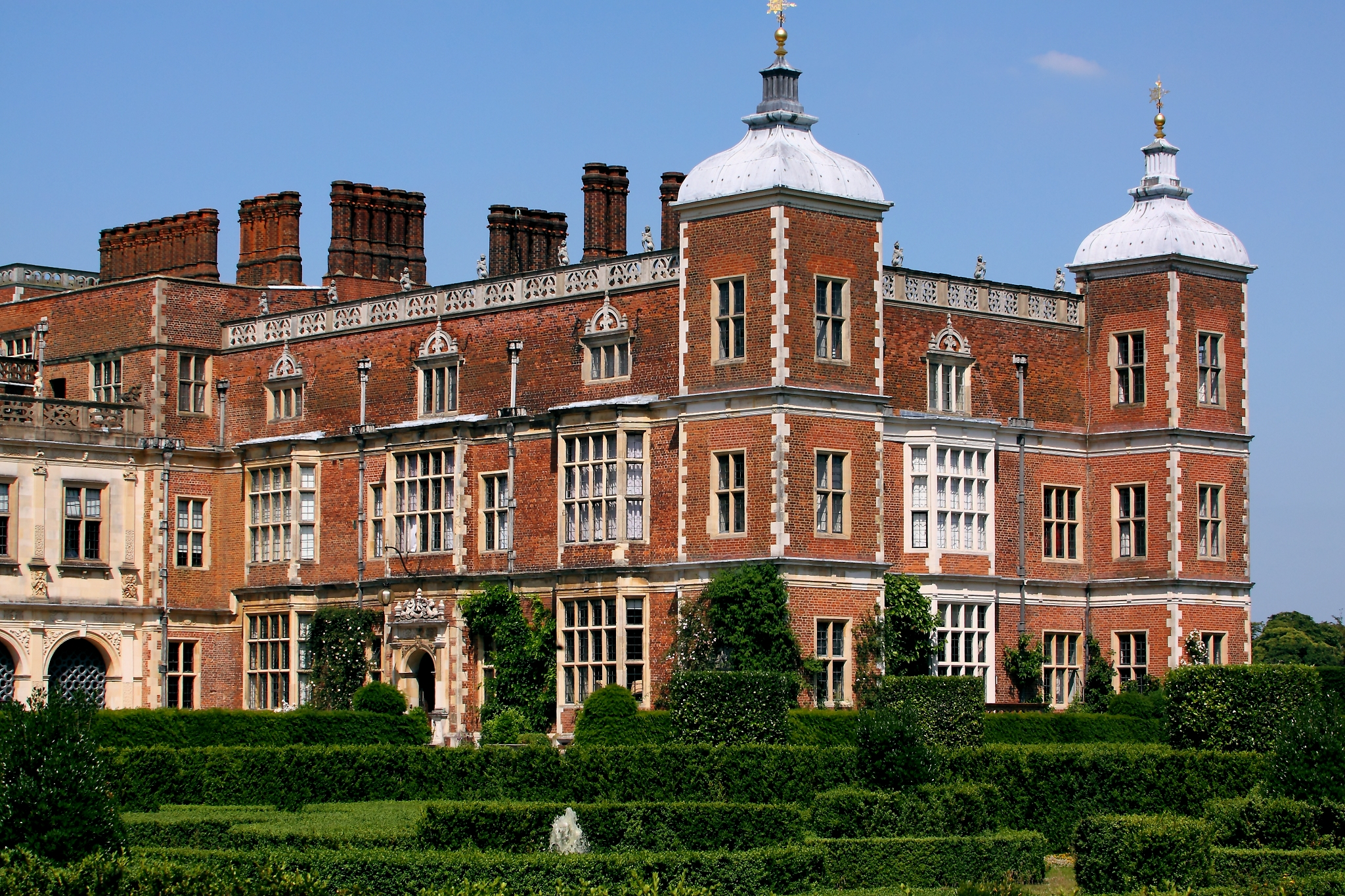
Hatfield House a Hertfordshire
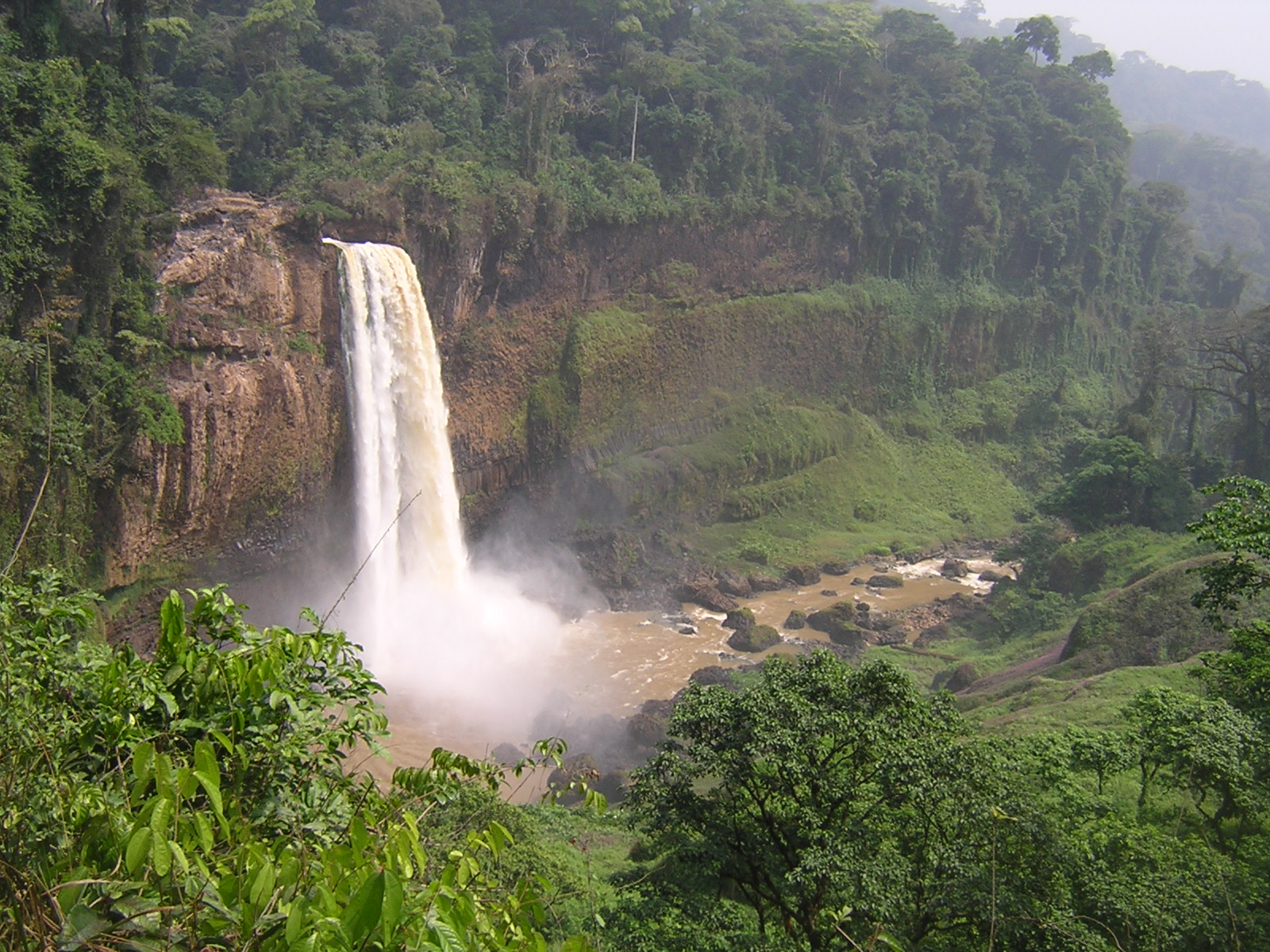
Cascades d'Ekom Nkam al Parc Nacional de Korup